# ريتشارد دي فير
ريتشارد دي فير (بالإنجليزية: Richard De Vere)‏ هو ساحر استعراضي وشخصية أعمال بريطاني، ولد في 18 يونيو 1967 في بولتن في المملكة المتحدة، وتوفي في 10 مارس 2014 في تايلاند.